# Brian Mullooly
 (novembre 2018).
Brian Mullooly (né le 21 février 1935) est une personnalité politique irlandaise. Il a été Cathaoirleach (président) du Seanad (chambre haute du parlement) en novembre 1996 et de 1997 à 2002.
Il est né à Strokestown, dans le comté de Roscommon. Il a travaillé comme enseignant avant de s'investir en politique. Mullooly sert au sénat pendant plus de 20 ans. 

### Sources
- (en) Cet article est partiellement ou en totalité issu de l’article de Wikipédia en anglais intitulé « Brian Mullooly » (voir la liste des auteurs).